# Netelia lobata
Netelia lobata är en stekelart som beskrevs av Henry Keith Townes, Jr. 1973. Netelia lobata ingår i släktet Netelia och familjen brokparasitsteklar. Inga underarter finns listade i Catalogue of Life.